# Cheb
Cheb (tiếng Đức: Eger) là một thị trấn ở phía tây Bohemia thuộc khu vực Karlovy Vary. Đề cập đến đầu tiên của lịch sử bảo tồn Cheb đến từ năm 1061. Cheb thành phố nằm trên sông Ohře (tiếng Đức: Eger). Các ngành công nghiệp chủ yếu là máy móc, dệt may, kỹ nghệ sắt, xây dựng, gỗ và thực phẩm. Thành phố có gần 47.000 dân cư.

## Vị trí
Cheb tại Bohemia nằm ở phía tây của Cộng hòa Séc gần biên giới với Đức. Những thành phố sung quanh gồm có, ở đông bắc là Sokolov, ở phía đông là Karlovy Vary, ở phía nam là Tachov và ở phía tây là Aš. Thành phố có vị trí là 12°22' kinh độ Đông và 50°04' vĩ độ Bắc. Độ cao trung bình là khoảng 472 m trên mực nước biển. Quanh Cheb có 2 đầm là Skalka và Jesenice.

## Lịch sử
Cung thành Cheb đã được thành lập bở dân Slavany ở thế kỷ thứ 9. Bảo tồn đầu tiên bằng văn bản của Cheb đã được đề cập đến từ năm 1061. Năm 1146 cung thành đã bị tấn công bở Fridrich I. Barbarossa, người đã để vào khoảng năm 1.180 xây dựng bảo tồn Medieval castle (Pfalz) và thành phố Cheb được thành lập trong năm 1204. Cheb thay đổi thuộc để Bohemia và Đức, kể từ năm 1322 là một phần của tiểu bang Bohemia. Ngày 25 tháng 2 năm 1634 ở Cheb, ở trong một căn nhà trên quảng trường (sau Špalíček, nay là Bảo tàng thành phố) ông Albrecht von Wallenstein và của cán bộ công chức của mình đã bị mưu sát tại cung thành Cheb.
Mặc dù Cheb đã thuộc về Bohemia kể từ năm 1322, hầu hết các dân số của các địa phương sau khi kết thúc Chiến tranh thế giới thứ I đều không hài lòng với đất nước mới được tạo ra được gọi la CH Séc-sloven, dân Séc đã đề nghị tại hiệp nghị Deutschböhmen để cho 2 nước được tách ra. Khi quân Ý sâm nhập vào nước trong năm 1919 thì kế hoạch của dân Séc đã không thành công. Trong khoảng thời gian từ đầu của nước CH Séc-sloven thi dân số chạy sang bên nước Đức để kiếm việc làm đã tăng len rất nhiều. Kể từ năm 1933 những dân số đã rời nước đã tăng lên đáng kể, năm 1938 đã đặt đến điểm cao của nó. Và ruốt cuộc vào thứ 3 tháng 10 năm 1938 Adolf Hitler với đầy đủ cư dân Cheb ở quảng trường để chứng kiến ký kết thỏa thuận Munich, ngay sau đó hàng ngàn lính của CH Séc-sloven đã rời nước, cũng như những người chống lại nước Đúc.
Sau năm 1945, phần lớn dân số của Đức đã bị đuổi về nước, gây ra một sự suy sụp đáng kể trong dân số.

## Dân số
- Năm 1400 - 7.300 dân cư (một trong những thị trấn lớn của Bohemia), với khoảng 400 nhà, cộng thêm 200 ở khu vực ngoại ô
- Năm 1930 - 31.406 dân cư, trong đó 3493 (11%) là người Séc
- Năm 1945 - 45.000 dân cư
- Năm 1947 - 14.533 dân cư, do sự trục xuất người Đức và sự tái định cư của ngườ Séc
- Năm 1990 - 29.962 dân cư (1.837 nhà)
- Năm 2005 - 33.462 dân cư

Dân số hiện nay bao gồm một nhóm lớn của người Việt Nam, đã được mời vào CH Séc với tư cách như công nhân trong thời kỳ cộng sản, và Roma, những người đã được tái định sau Chiến tranh thứ 2.

## Khí hậu
| Dữ liệu khí hậu của Cheb                 | Dữ liệu khí hậu của Cheb | Dữ liệu khí hậu của Cheb | Dữ liệu khí hậu của Cheb | Dữ liệu khí hậu của Cheb | Dữ liệu khí hậu của Cheb | Dữ liệu khí hậu của Cheb | Dữ liệu khí hậu của Cheb | Dữ liệu khí hậu của Cheb | Dữ liệu khí hậu của Cheb | Dữ liệu khí hậu của Cheb | Dữ liệu khí hậu của Cheb | Dữ liệu khí hậu của Cheb | Dữ liệu khí hậu của Cheb |
| Tháng                                    | 1                        | 2                        | 3                        | 4                        | 5                        | 6                        | 7                        | 8                        | 9                        | 10                       | 11                       | 12                       | Năm                      |
| ---------------------------------------- | ------------------------ | ------------------------ | ------------------------ | ------------------------ | ------------------------ | ------------------------ | ------------------------ | ------------------------ | ------------------------ | ------------------------ | ------------------------ | ------------------------ | ------------------------ |
| Cao kỉ lục °C (°F)                       | 11.7 (53.1)              | 16.6 (61.9)              | 22.6 (72.7)              | 28.8 (83.8)              | 30.9 (87.6)              | 32.2 (90.0)              | 37.0 (98.6)              | 34.1 (93.4)              | 31.2 (88.2)              | 26.1 (79.0)              | 16.0 (60.8)              | 14.1 (57.4)              | 37.0 (98.6)              |
| Trung bình ngày tối đa °C (°F)           | 0.0 (32.0)               | 2.3 (36.1)               | 7.0 (44.6)               | 12.2 (54.0)              | 17.4 (63.3)              | 20.6 (69.1)              | 22.4 (72.3)              | 22.2 (72.0)              | 18.5 (65.3)              | 12.8 (55.0)              | 5.2 (41.4)               | 1.3 (34.3)               | 11.8 (53.2)              |
| Trung bình ngày °C (°F)                  | −2.5 (27.5)              | −1.2 (29.8)              | 2.4 (36.3)               | 6.7 (44.1)               | 11.7 (53.1)              | 15.0 (59.0)              | 16.5 (61.7)              | 15.8 (60.4)              | 12.5 (54.5)              | 7.8 (46.0)               | 2.4 (36.3)               | −1 (30)                  | 7.2 (45.0)               |
| Tối thiểu trung bình ngày °C (°F)        | −5 (23)                  | −4.1 (24.6)              | −1.2 (29.8)              | 2.1 (35.8)               | 6.3 (43.3)               | 9.6 (49.3)               | 11.0 (51.8)              | 10.6 (51.1)              | 8.0 (46.4)               | 4.1 (39.4)               | 0.0 (32.0)               | −3.3 (26.1)              | 3.2 (37.8)               |
| Thấp kỉ lục °C (°F)                      | −24.6 (−12.3)            | −22.1 (−7.8)             | −21.5 (−6.7)             | −7.5 (18.5)              | −2.8 (27.0)              | −0.6 (30.9)              | 2.2 (36.0)               | 0.7 (33.3)               | −1.8 (28.8)              | −5.7 (21.7)              | −13.6 (7.5)              | −25.6 (−14.1)            | −25.6 (−14.1)            |
| Lượng Giáng thủy trung bình mm (inches)  | 36.1 (1.42)              | 29.5 (1.16)              | 36.3 (1.43)              | 38.3 (1.51)              | 56.0 (2.20)              | 66.9 (2.63)              | 59.2 (2.33)              | 66.5 (2.62)              | 48.4 (1.91)              | 37.5 (1.48)              | 41.1 (1.62)              | 43.9 (1.73)              | 559.7 (22.04)            |
| Lượng tuyết rơi trung bình cm (inches)   | 26.6 (10.5)              | 20.5 (8.1)               | 11.1 (4.4)               | 2.8 (1.1)                | 0.0 (0.0)                | 0.0 (0.0)                | 0.0 (0.0)                | 0.0 (0.0)                | 0.0 (0.0)                | 0.3 (0.1)                | 9.2 (3.6)                | 19.3 (7.6)               | 89.8 (35.4)              |
| Số ngày giáng thủy trung bình (≥ 1.0 mm) | 9.1                      | 7.0                      | 8.3                      | 8.5                      | 10.0                     | 11.0                     | 10.0                     | 9.4                      | 8.7                      | 7.1                      | 9.3                      | 10.1                     | 108.5                    |
| Độ ẩm tương đối trung bình (%)           | 86                       | 82                       | 77                       | 72                       | 70                       | 71                       | 71                       | 74                       | 78                       | 82                       | 86                       | 87                       | 78                       |
| Số giờ nắng trung bình tháng             | 39.2                     | 65.5                     | 107.2                    | 141.9                    | 186.7                    | 188.2                    | 195.9                    | 185.4                    | 139.0                    | 103.7                    | 40.0                     | 31.0                     | 1.423,7                  |
| Nguồn: NOAA                              |                          |                          |                          |                          |                          |                          |                          |                          |                          |                          |                          |                          |                          |

## Hình ảnh

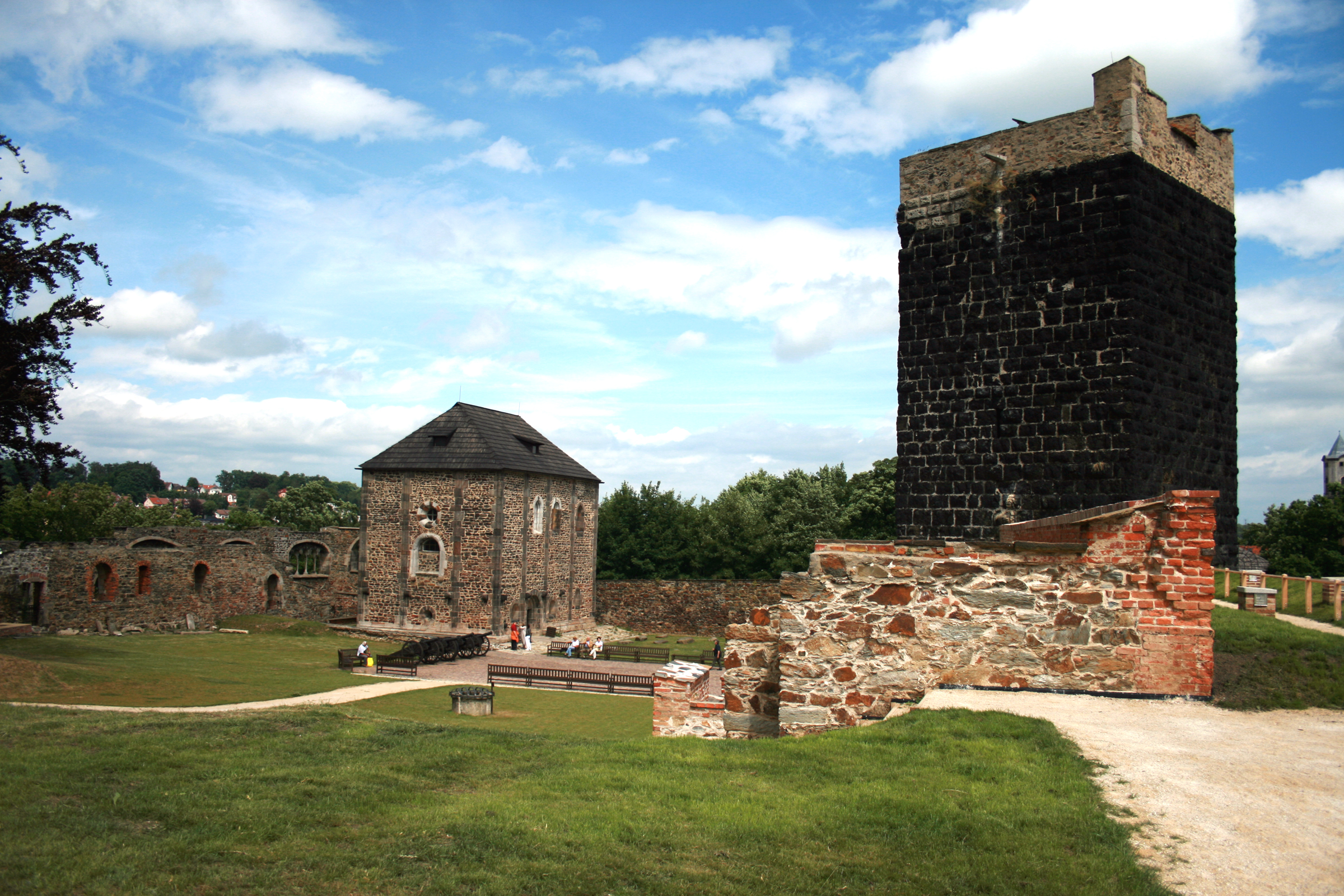
Lâu đàu Cheb với Tháp Đen
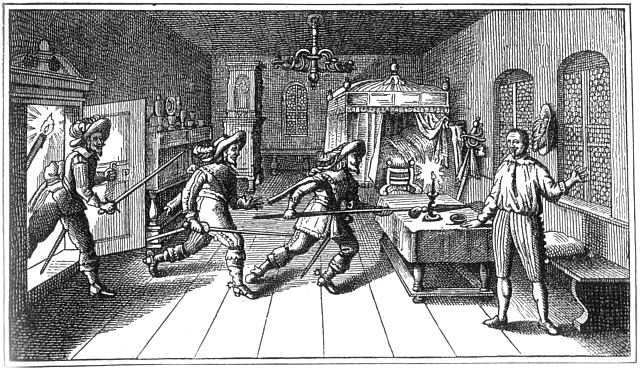
Vụ giết Albrecht von Wallenstein
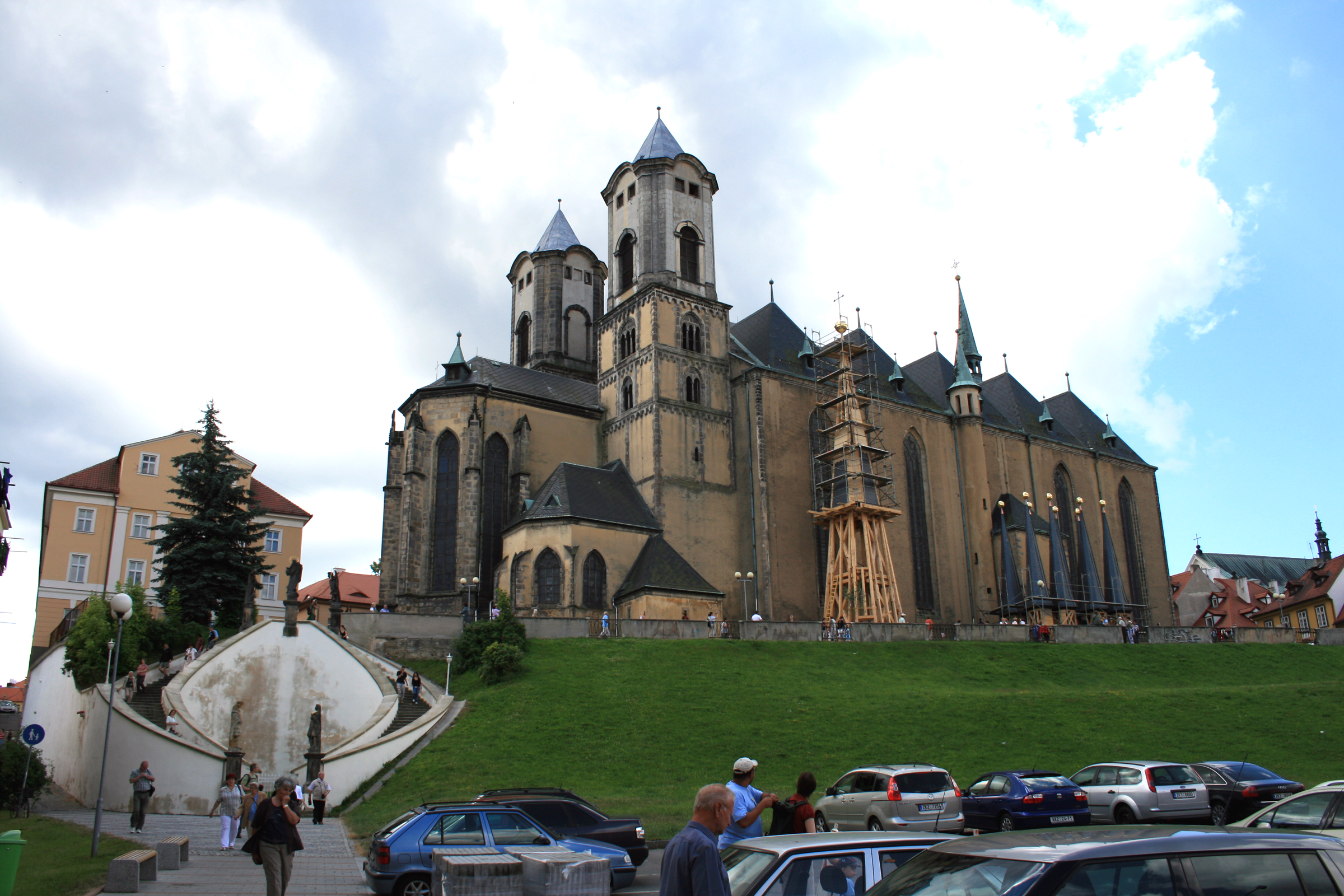
Nhà thờ St. Nicolas
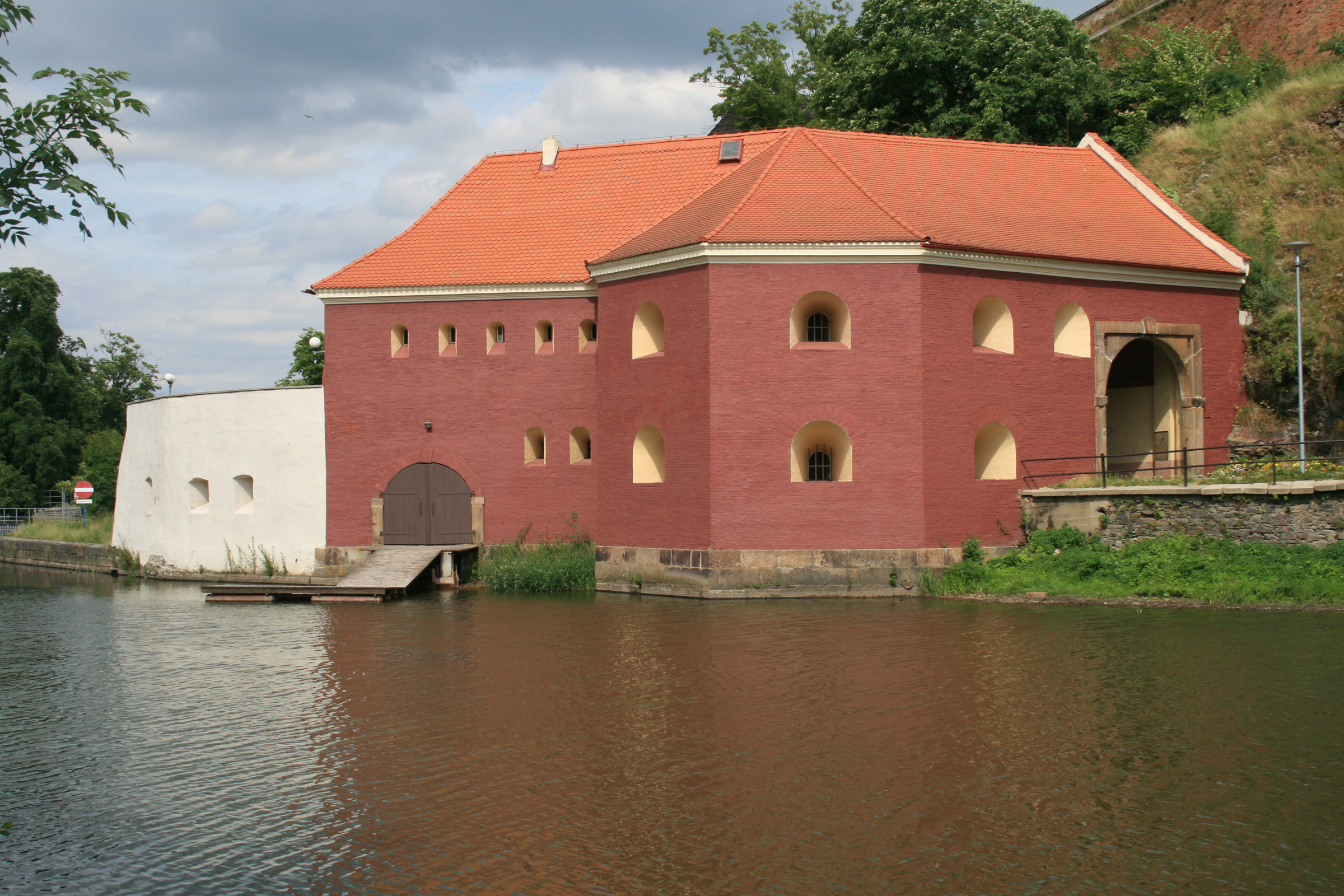
Cổng cát gần sông Ohře
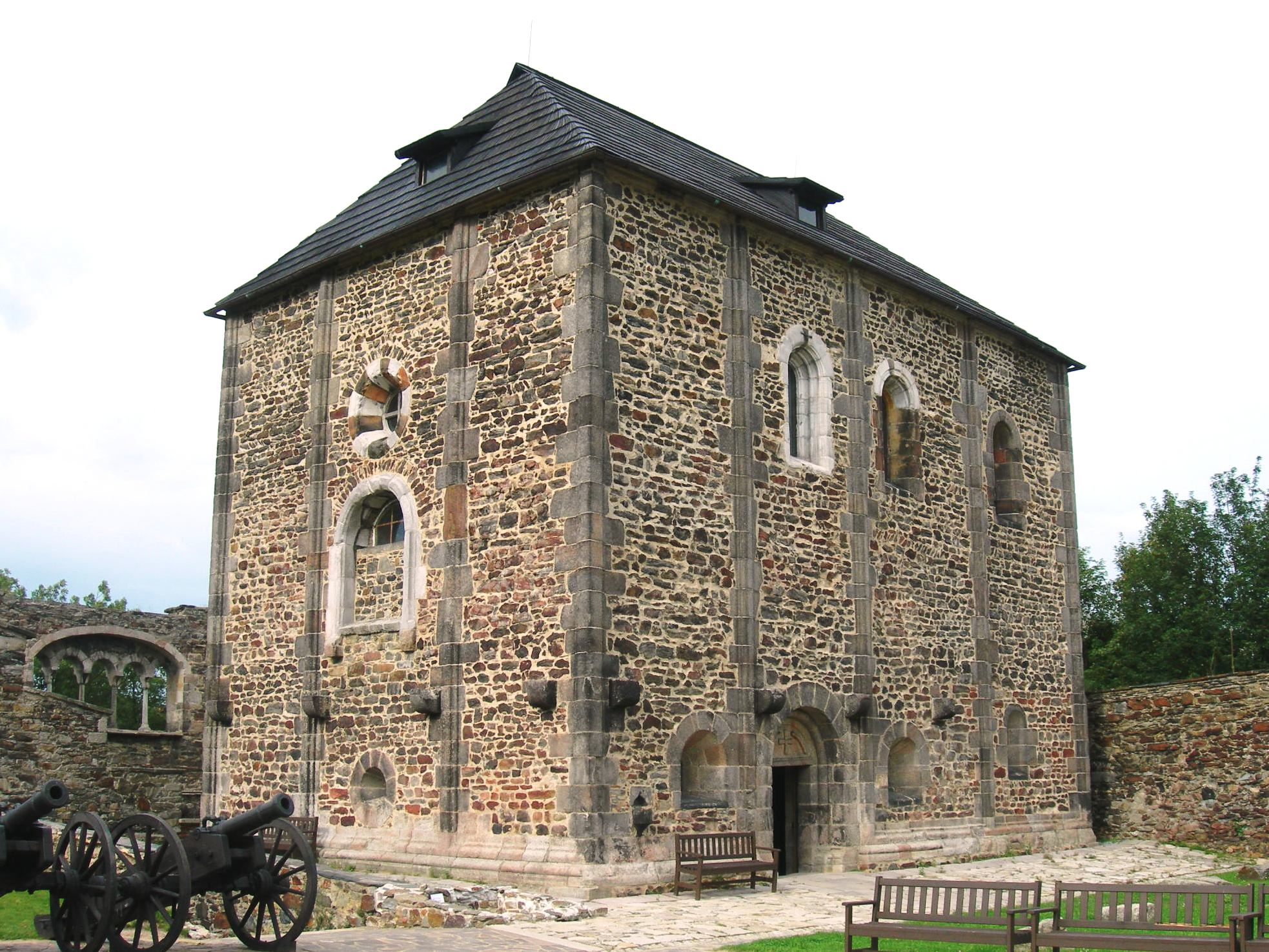
Nhà nguyện St Erhard và Urshula tại lâu đài
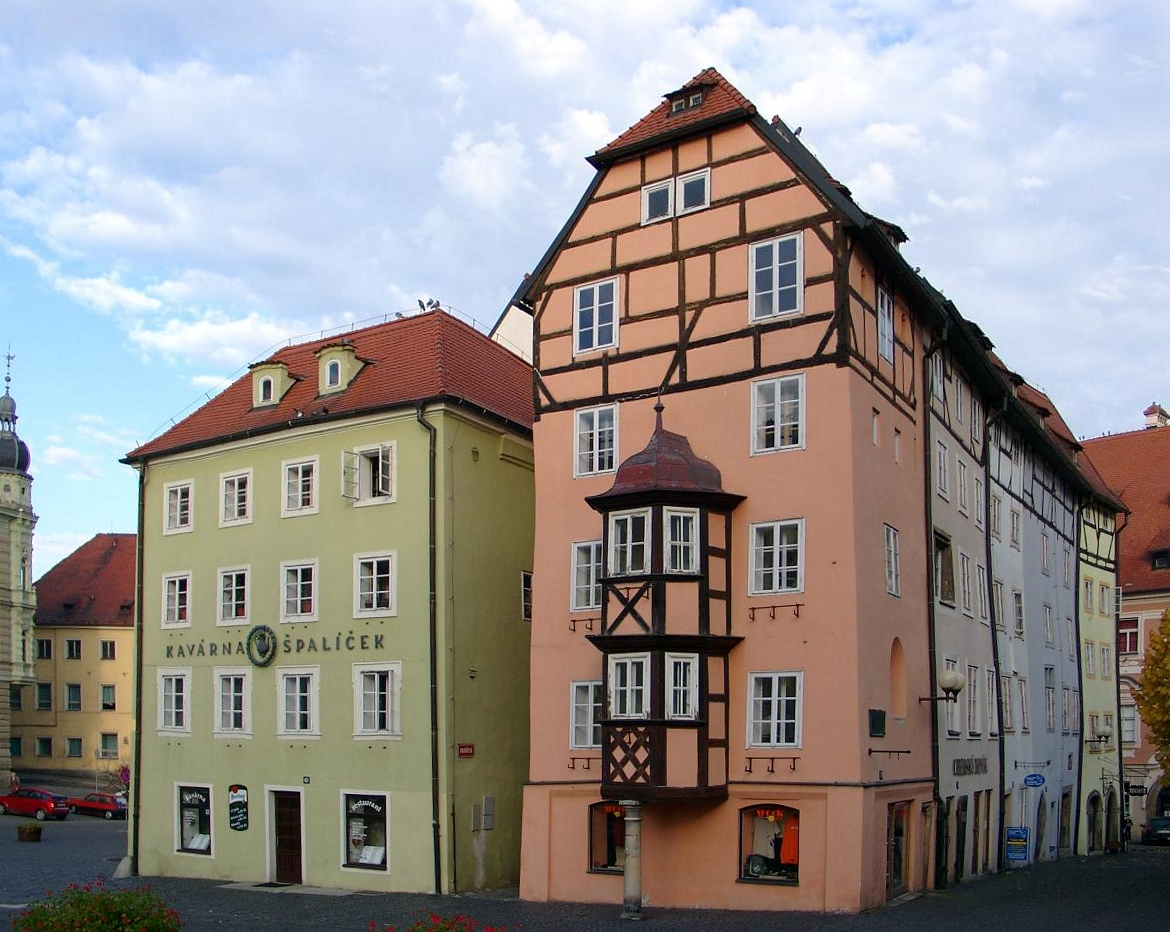
Špalíček
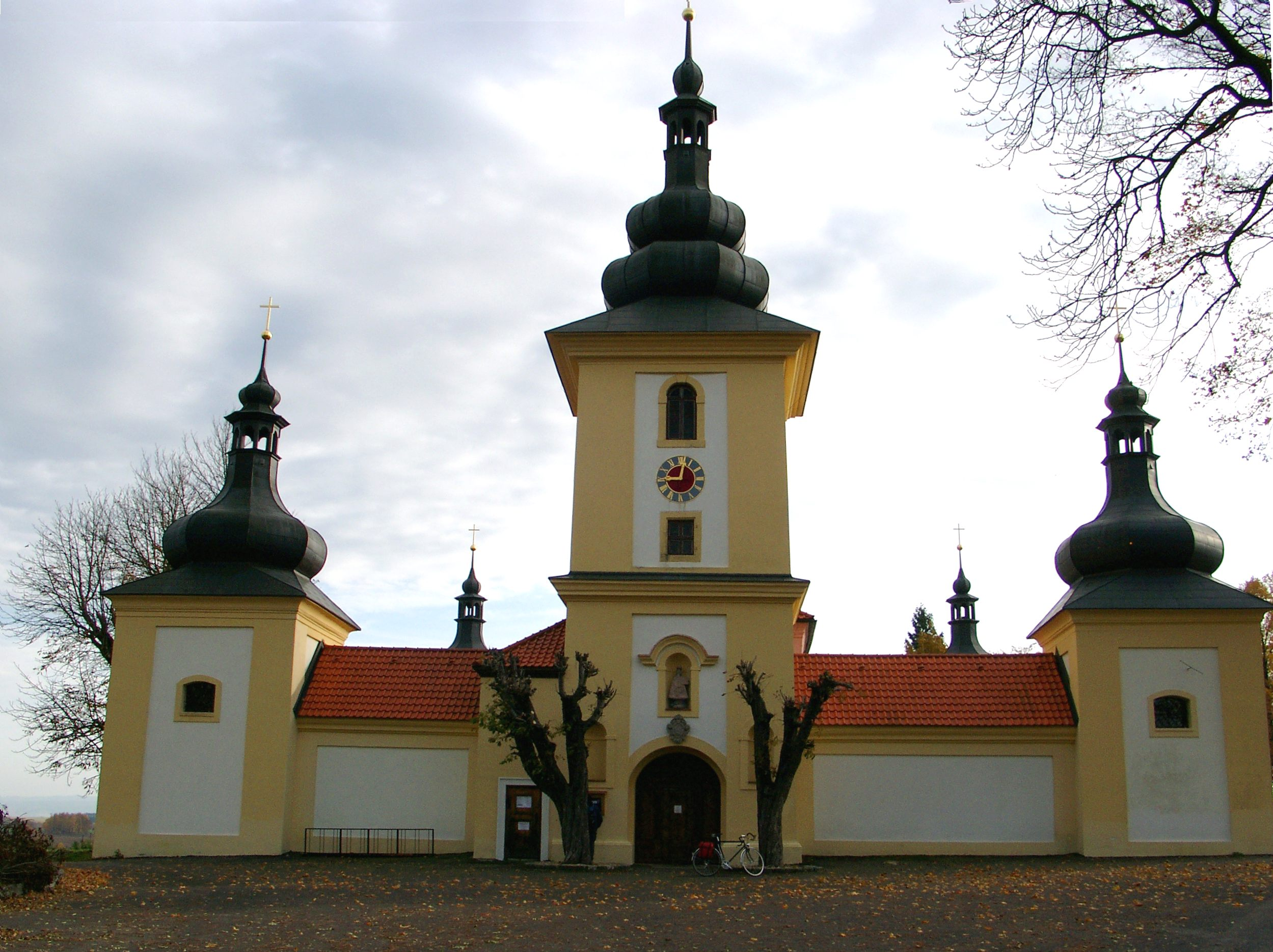
Maria Loreto tại Starý Hroznatov